# Барбара Австрийская
Ба́рбара Австри́йская (нем. Barbara von Österreich, итал. Barbara d’Austria; 30 апреля 1539, Вена, эрцгерцогство Австрия — 19 сентября 1572, Феррара, Феррарское герцогство) — немецкая принцесса из дома Габсбургов, эрцгерцогиня Австрийская, дочь Фердинанда I, императора Священной Римской империи. Вторая жена герцога Альфонсо II; в замужестве — герцогиня Феррары, герцогиня Модены и Реджо.
Воспитанная иезуитами в духе католического благочестия, оказывала им особенное покровительство. Став герцогиней, большое внимание уделяла делам милосердия, чем заслужила любовь и уважение подданных. Брак герцогини был счастливым, но бездетным. Скончалась в молодом возрасте от туберкулёза.

## Биография

### Ранние годы
Барбара родилась 30 апреля 1539 года в Вене. Она была одиннадцатым ребёнком и восьмой дочерью в многодетной семье Фердинанда, эрцгерцога Австрии, короля Чехии и Германии, будущего императора Священной Римской империи под именем Фердинанда I, и Анны Богемской и Венгерской из дома Ягеллонов. По линии отца приходилась внучкой Филиппу IV, герцогу Бургундии и королю Кастилии под именем Филиппа I, и королеве Хуане I, вошедшей в историю под прозванием Безумная. По линии матери она была внучкой Владислава II, короля Чехии и Венгрии, и Анны де Фуа из дома Фуа-Грайи, состоявшей в родстве с королями Наварры и Арагона.
Зимой 1547 года овдовевший император поручил всех незамужних дочерей заботам монахинь в монастыре в Инсбруке, где Барбара жила до замужества. Только однажды, в 1552 году во время вторжения в тирольское графство армии протестантов под командованием саксонского курфюрста Морица, она вместе с сёстрами, эрцгерцогинями Магдалиной, Маргаритой, Еленой и Иоганной, провела некоторое время вне монастыря в Брюнекском замке.
Барбара была воспитана в католическом вероисповедании. Характерными чертами полученного ею образования, основанного на трудах иезуитов Петра Канизия и Диего Лаинеса, были религиозность и благотворительность. Духовниками эрцгерцогини также были иезуиты.
О внешности Барбары у современников существовали разные мнения. Папский нунций при императорском дворе в Вене, кардинал Заккария Дельфино, считал её уродливой. Флорентийский дипломат Антонио дельи Альбицци в переписке описывал внешность Барбары, как посредственную. Он также указал на наличие у неё прогнатизма — характерного анатомического признака для большинства представителей дома Габсбургов. Венецианский дипломат Альвизе Контарини напротив считал Барбару самой красивой из незамужних эрцгерцогинь.

### Брак

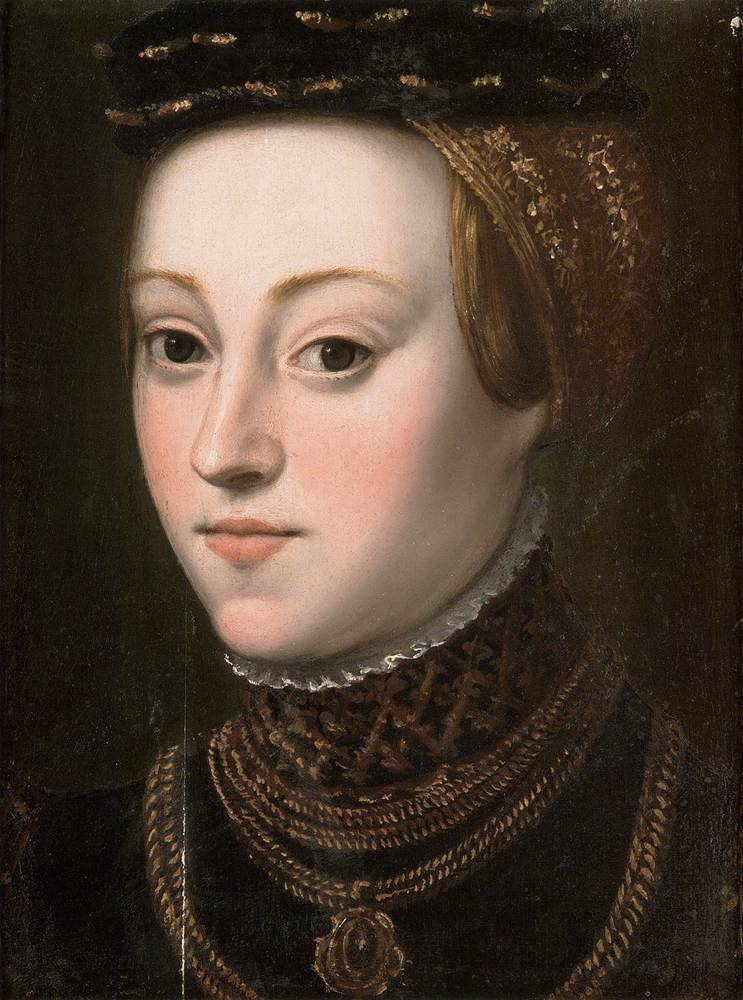
Предполагаемый портрет кисти Арчимбольдо (1563—1564). Музей истории искусств, Вена

В 1560 году кандидатура Барбары рассматривалась в жёны мантуанскому герцогу Гульельмо, позднее сочетавшемуся браком с Элеонорой, старшей сестрой эрцгерцогини. В 1562 году к императору Фердинаду I обратились сразу несколько претендентов на руку его самой младшей дочери Иоганны. Среди сватавшихся к эрцгерцогине были трансильванский князь Янош, флорентийский наследный принц Франческо и феррарский герцог Альфонсо. Последний начал переговоры о браке в ноябре 1563 года.
Династический брак с главой дома Эсте был выгоден дому Габсбургов, стремившихся уменьшить традиционное влияние французских королей на феррарских герцогов. Однако, во избежание обострения конфликта между домами Медичи и Эсте, император предложил Барбару в жёны Альфонсо II. Решение Фердинанда I было поддержано его родственником, испанским королём Филиппом II, союзником флорентийского герцога.

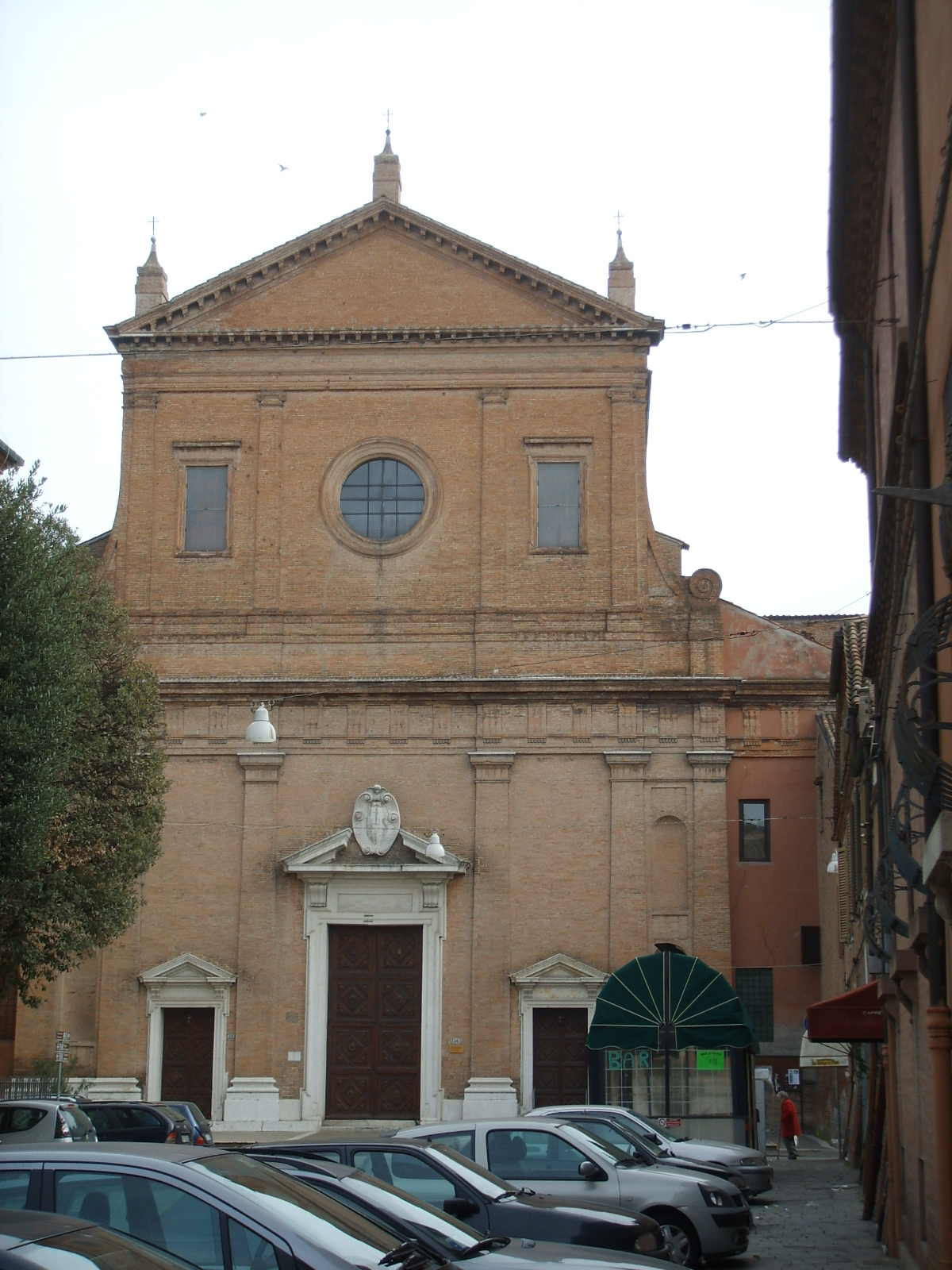
Церковь Дель-Джезу в Ферраре, в которой находится гробница Барбары

В июле 1565 года Барбара впервые увидела Альфонсо II, который для знакомства с ней посетил Инсбрук. В ноябре того же года она и Иоганна прибыли в Тренто, куда римский папа Пий IV направил своих легатов для проведения совместной церемонии бракосочетания. Но из-за возобновления конфликта между женихами, невестам пришлось отправиться в столицы владений будущих супругов.
1 декабря 1565 года Барбара прибыла в Феррару, а 5 декабря сочеталась браком с Альфонсо II, герцогом Феррары, Модены и Реджо. Свадебные торжества, во время которых был построен «храм любви» и состоялся грандиозный турнир, продлились до 9 декабря. Среди гостей на свадьбе присутствовали бывшей жених Барбары, мантуанский герцог с супругой, её старшей сестрой. Свидетель въезда кортежа невесты в Феррару и последующих свадебных торжеств — Торквато Тассо, в то время придворный поэт феррарских герцогов, позднее описал увиденное в своей пасторальной драме «Аминта», в которой посвятил несколько канцон памяти Барбары. Торжества оказались короткими из-за смерти римского папы Пия IV.
Став герцогиней, Барбара завоевала любовь своих подданных благодаря милосердию, с которым она относилась ко всем нуждавшимся в нём людям. Несмотря на то, что она не владела итальянским языком, между ней и супругом царило полное взаимопонимание. Их брак, оказавшийся бездетным, был счастливым. Когда, спустя год после свадьбы, Альфонсо II участвовал в войне против турок-османов, Барбара искренне переживала за супруга. Переживания негативно сказались на её здоровье; с того времени герцогиня постоянно болела.
Благочестивая католичка, она смогла наладить прекрасные отношения с протестанткой-свекровью Ренатой Французской. Духовниками герцогини в Ферраре, как и в Инсбруке были иезуиты, которым Барбара оказывала особенное покровительство. После разрушительных землетрясений 1570 и 1571 годов в герцогстве она приняла на содержание девочек и девушек, оставшихся без родителей. С этой целью ею был основан сиротский приют Святой Варвары в Ферраре. В период между землетрясениями герцогине пришлось жить в палатке, что обострило у неё проблемы со здоровьем.

### Преждевременная смерть
Барбара Австрийская умерла от туберкулёза в Ферраре 19 сентября 1572 года. Преждевременная смерть герцогини вызвала скорбь у её подданных. Больше всех скорбели иезуиты. Руководство ордена позволило овдовевшему Альфонсо II похоронить супругу в алтаре церкви иезуитов в Ферраре. Спустя семь лет, герцог женился в третий раз на мантуанской принцессе Маргарите, племяннице Барбары.

## В культуре
Торквато Тассо посвятил Барбаре Австрийской несколько сонетов, канцон, надгробную речь и диалог. Другой итальянский поэт, Джован Баттиста Гуарини также посвятил ей канцону. В собрании Музея истории искусств в Вене хранятся два портрета Барбары. На раннем она изображена в период сватовства к ней Альфонсо II в 1563—1564 году. Портрет принадлежит кисти Джузеппе Арчимбольдо и предположительно изображает будущую феррарскую герцогиню. На другом портрете 1565 года, уже после замужества, она изображена в полный рост. Это изображение Барбары принадлежит кисти Франческо Терцо.